# Circoncellion
Les circoncellions sont des bandes de chrétiens donatistes radicaux présents dans les campagnes en Afrique du Nord au IVe siècle durant l'Antiquité romaine. Paysans, ils mettent rapidement en parallèle leur situation économique très dégradée et celle des fidèles donatistes opprimés par Rome. Le mouvement est à la fois anticatholique et antiromain. 

## Étymologie
Les circoncellions — de circum cellas, ceux qui vont de grange en grange — sont, durant l'Antiquité romaine, des saisonniers ou des journaliers africains itinérants qui, vers le milieu du ive siècle, se louent au temps de la moisson ou de la cueillette des olives. Une autre interprétation explique leur nom par le fait qu'ils rôdent circum cellas, autour des granges et des greniers pour attaquer à main armée leurs stocks et s'en emparer,. 

## Origines de la révolte
Les circoncellions apparaissent vers 340 lorsqu'ils se révoltent écrasés par les exigences de l'État romain. Ils rendent responsables de leur misère  les propriétaires terriens et les fonctionnaires romains. Le comte Taurinus, commandant de l'armée d'Afrique entre 340 et 345, les massacre, les considérant comme des bandits. Très vite, on fait l'amalgame entre les circoncellions et les fidèles donatistes. Les circoncellions sont vénérés comme des martyrs et le fanatisme religieux succède alors aux revendications sociales. Des exaltés s'immolent sur des bûchers, se jettent, parfois en groupe, du haut de rochers. Ils méritent alors la palme du martyr et sont vénérés comme des saints.
L'agitation sociale sème le trouble dans toute l'Afrique, au point que Optat de Milève, évêque catholique africain, écrit en 366 :
« Aucun créancier ne pouvait alors exiger le paiement de ce qui lui était dû… Chacun se hâtait de renoncer aux dettes même les plus importantes… Les routes non plus n'étaient pas sûres : des maîtres, jetés à bas de leur voiture, coururent comme des esclaves devant leurs propres valets assis à la place des maîtres… La situation était renversée entre maîtres et esclaves. »
Même si le rapprochement entre les schismatiques donatistes et les circoncellions n'est qu'occasionnel, ils prennent parti pour le berbère Firmus lors de la rébellion des montagnes de Kabylie entre 371 et 375. Environ 20 000 hommes se joignent à lui. Firmus est proclamé roi par les Berbères. L'empereur Valentinien envoie en Afrique le général Théodose pour rétablir la paix. Finalement Firmus est trahi par l'un des siens, Ighmacen, mais se suicide plutôt que de passer à l'ennemi. Le frère de Firmus, Gildon, prend sa suite. Vaincu, lui aussi se suicide en prison.
Leur révolte est assez importante pour qu'en 406 Saint Augustin écrive :
« Vos clercs et vos circoncellions exercent contre nous des persécutions d'un nouveau genre et d'une cruauté inouïe. S'ils rendaient le mal pour le mal, ce serait déjà violer la loi du Christ, Mais après avoir considéré tous nos actes et les vôtres, il se trouve que nous souffrons ce qui est écrit dans un psaume : "Ils me rendaient le mal pour le bien", et dans un autre "J'étais pacifique avec ceux qui haïssaient la paix ; quand je leur parlais, ils m'attaquaient sans raison". »
Optat de Milève et saint Augustin les décrivent donc comme des bandits commettant des vols à main armée, des assassinats et des mutilations en tout genre. Ce dernier accepte mal l'impunité dont ils bénéficient de fait, en raison de l'incapacité de l'administration  de les réprimer.